# Великие Цепцевичи
Великие Цепцевичи (укр. Великі Цепцевичі) — село в Антоновской сельской общине Варашского района Ровненской области Украины.
До 2020 года входило во Владимирецкий район.
Население по переписи 2023 года составляло 2837 человек. Почтовый индекс — 34341. Телефонный код — 3634. Код КОАТУУ — 5620882201.